# Episodi de La complicata vita di Christine (seconda stagione)
La seconda stagione della serie televisiva La complicata vita di Christine è stata trasmessa negli USA da CBS a partire dal 18 settembre 2006, mentre in Italia è andata in onda su Rai 2 a partire dal 5 agosto 2008.
Rai 2 ha saltato il quarto episodio poiché esso si riferiva alla Chiesa e, più precisamente, al motivo per cui Christine non era cattolica e perché ce l'avesse con il clero. L'episodio è andato però in onda per la prima volta sul canale a pagamento Mya l'8 settembre 2009 alle 20.30.
| nº | Titolo originale                 | Titolo italiano                        | Prima TV USA      | Prima TV Italia   |
| -- | -------------------------------- | -------------------------------------- | ----------------- | ----------------- |
| 1  | The Passion of the Christine (2) | La Passione di Christine (2)           | 18 settembre 2006 | 5 agosto 2008     |
| 2  | The Answer is Maybe (1)          | La nuova filosofia (1)                 | 25 settembre 2006 | 6 agosto 2008     |
| 3  | Come to Papa Jeff (2)            | La giornata dei nonni (2)              | 2 ottobre 2006    | 7 agosto 2008     |
| 4  | Oh God, Yes                      | Un ricordo doloroso                    | 9 ottobre 2006    | 8 settembre 2009  |
| 5  | Separation Anxiety               | Ansia da separazione                   | 16 ottobre 2006   | 25 agosto 2008    |
| 6  | The Champ                        | Stan il campione                       | 23 ottobre 2006   | 26 agosto 2008    |
| 7  | Playdate with Destiny            | Galà sotto le stelle                   | 6 novembre 2006   | 27 agosto 2008    |
| 8  | Women 'N Tuition                 | Intuito femminile                      | 13 novembre 2006  | 28 agosto 2008    |
| 9  | Mission: Impossible              | Missione compiuta                      | 20 novembre 2006  | 29 agosto 2008    |
| 10 | What About Barb?                 | La nuova socia                         | 27 novembre 2006  | 1º settembre 2008 |
| 11 | Crash                            | L'incidente                            | 11 dicembre 2006  | 2 settembre 2008  |
| 12 | Ritchie Scores                   | Ritchie e le sue mogli                 | 8 gennaio 2007    | 3 settembre 2008  |
| 13 | Endless Shrimp, Endless Night    | L'Aragosta rossa                       | 15 gennaio 2007   | 4 settembre 2008  |
| 14 | Let Him Eat Cake                 | La torta migliore                      | 22 gennaio 2007   | 7 giugno 2009     |
| 15 | Sleepless in Mar Vista           | La pillola magica                      | 12 marzo 2007     | 13 giugno 2009    |
| 16 | Undercover Brother               | Un fratello insospettabile             | 12 marzo 2007     | 14 giugno 2009    |
| 17 | Strange Bedfellows               | Salviamo il pianeta                    | 19 marzo 2007     | 20 giugno 2009    |
| 18 | The Real Thing                   | Serata al ristorante                   | 9 aprile 2007     | 21 giugno 2009    |
| 19 | Faith Off                        | Il dono di Christine                   | 16 aprile 2007    | 27 giugno 2009    |
| 20 | My Big Fat Sober Wedding         | Il mio grosso grasso matrimonio sobrio | 23 aprile 2007    | 28 giugno 2009    |
| 21 | Friends                          | Una questione di amicizia              | 30 aprile 2007    | 5 luglio 2009     |
| 22 | Frasier                          | Falso allarme                          | 7 maggio 2007     | 11 luglio 2009    |